# Galium exsurgens
Galium exsurgens är en måreväxtart som beskrevs av Friedrich Ehrendorfer och Schönb.-tem.. Galium exsurgens ingår i släktet måror, och familjen måreväxter. Inga underarter finns listade i Catalogue of Life.